# Mythe des marionnettes
Le mythe des marionnettes est un mythe que Platon expose au livre I des Lois, et dans lequel il représente les hommes mus par les fils intérieurs des affects, plaisirs, douleur, crainte, et raison, qui tirent les hommes en des sens contraires. Parmi ces affects, la raison est la plus faible. Ce mythe vise à expliquer la nature et la portée de la pensée politique de Platon : 

« Représentons-nous chacun des êtres vivants que nous sommes comme une marionnette fabriquée par les dieux ; ces affections qui sont en nous comme des tendons ou des ficelles nous tirent et, opposées qu’elles sont, nous entraînent en sens inverse l’une de l’autre vers des actions contraires, sur la ligne de partage entre la vertu et le vice. Il faut, déclare le raisonnement, que chacun obéisse constamment à une seule des tractions et ne la lâche en aucune circonstance, en résistant à la traction des autres nerfs ; celle-là, c’est la commande d’or, la sainte commande de la raison que l’on nomme loi commune de la cité. »

— Platon, Les Lois, I, 644 d - 645 a.
 Ce mythe a pour but de faire comprendre la nécessité de l’éducation des citoyens et de lois justes dans le cadre du projet politique platonicien. Platon ajoute en effet : « On doit donc toujours coopérer à la belle traction de la loi ; car si la raison a la beauté pour elle, sa douceur n’use pas de contrainte, et sa traction a besoin d’auxiliaires pour qu’en nous la race d’or triomphe des autres races. »
Cette représentation de l’homme comme une marionnette, c’est-à-dire comme une réalité vivante qui n’est pas guidée par la seule raison, justifie pour Platon le rôle de la politique : l’individu a en effet besoin d’être éduqué, pour être en mesure de réaliser son bien, et cette éducation passe par les lois conçues comme un discours rationnel, que la cité adresse aux citoyens.

## Lien Externe
Platon, Les Lois [détail des éditions] [lire en ligne]